# Індонезійська окупація Східного Тимору

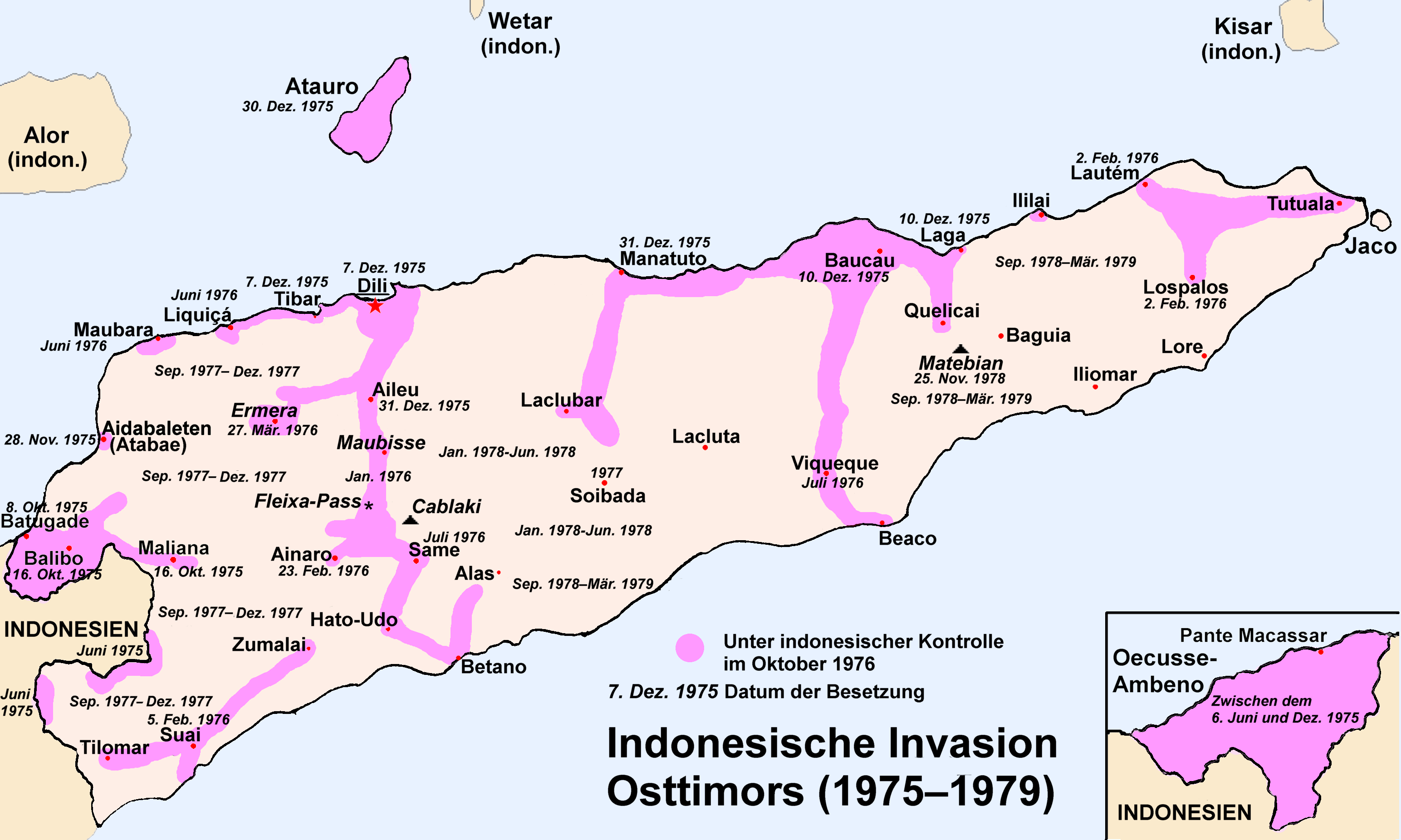
Хід індонезійського вторгнення

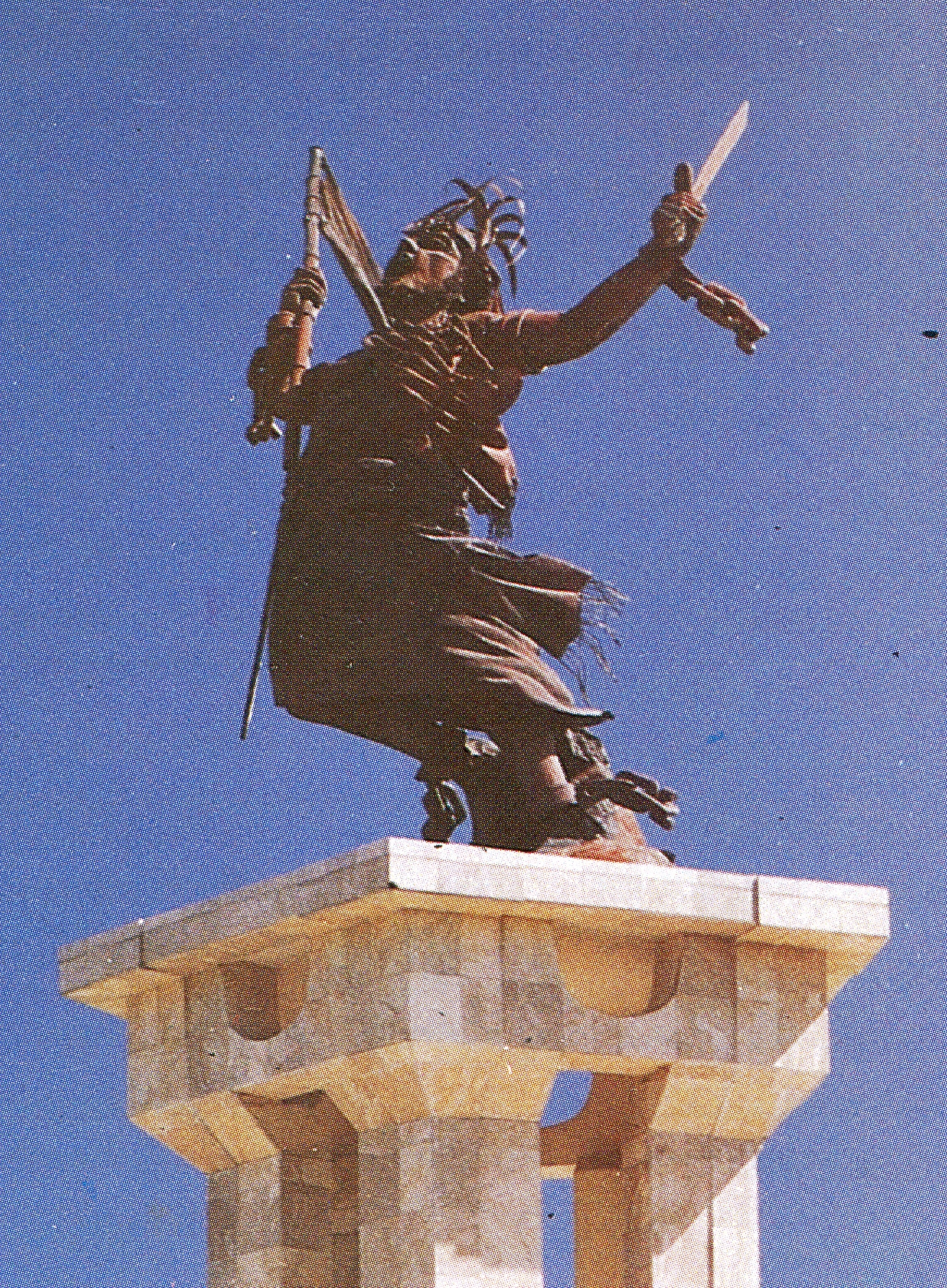
Пам'ятник інтеграції в Ділі був подарований урядом Індонезії в знак звільнення від колоніалізму

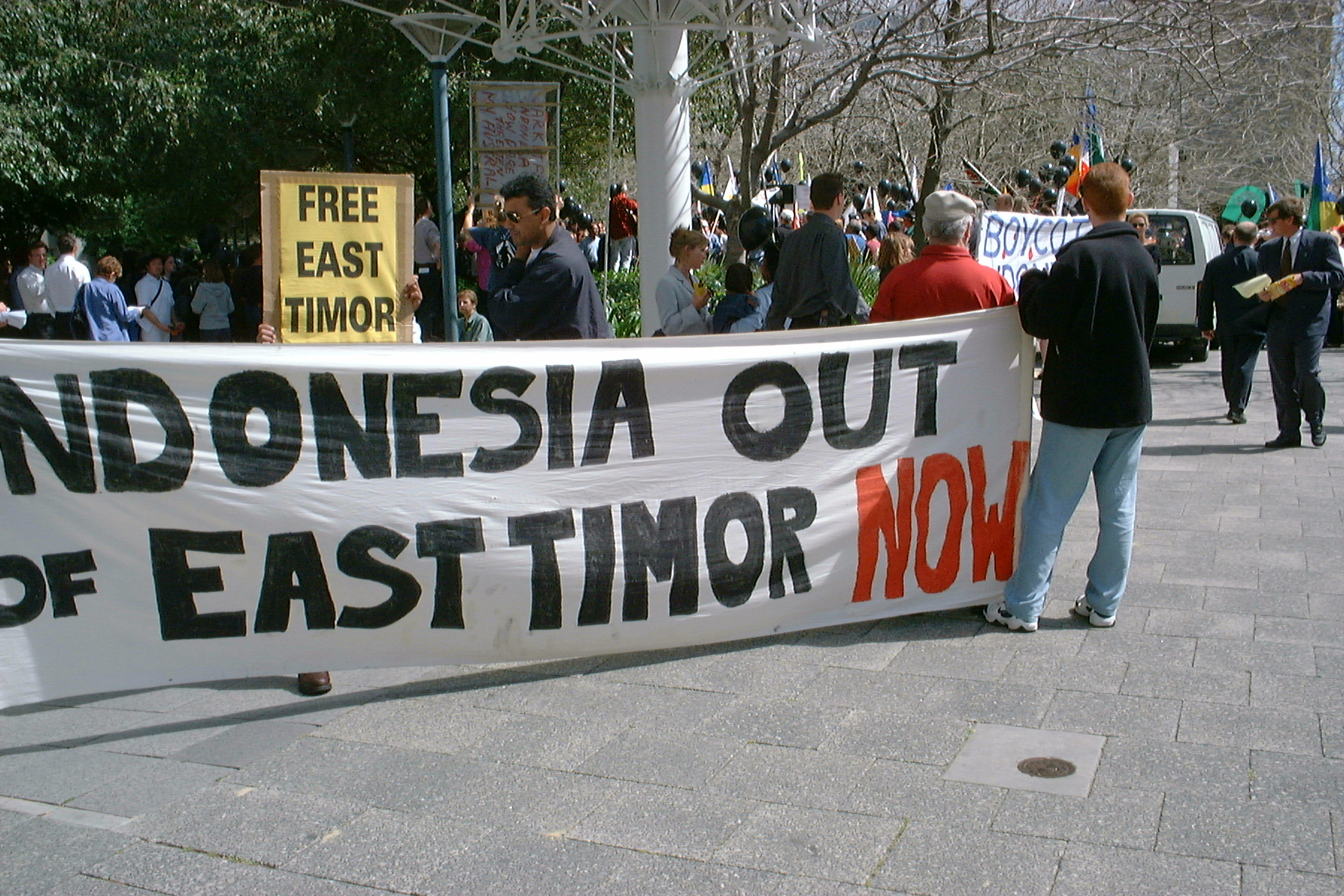
Демонстрації проти індонезійської окупації, 10 вересня. 1999 року

Індонезійська окупація Східного Тимору — захоплення і подальше утримання в 1975—1999 роках території Демократичної Республіки Східний Тимор збройними силами Республіки Індонезії. Революція гвоздик, яка відбулася в 1974 році в Португалії привела до деколонізації Португальського Тимору, що стало причиною нестабільності в державі. Короткочасна громадянська війна призвела до перемоги Революційного фронту, який оголосив Східний Тимор незалежним 28 листопада 1975 року.
Індонезійські військові під приводом звернень до них східнотиморських лідерів ввели 7 грудня 1975 року в Східний Тимор війська та окупували його, придушивши збройний опір до 1979 року. Після створення спірного тимчасового уряду в особі Народного зібрання, на думку багатьох[кого?], це не було справжнім проявом права на самовизначення, Індонезія оголосила Східний Тимор своєю провінцією Тимор-Тимуром.
Відразу після окупації Генеральна асамблея і Рада безпеки ООН прийняли резолюції, які засуджували дії Індонезії та вимагали негайного звільнення Тимору. Проте, уряди Австралії, Великої Британії та США підтримували дії Індонезії протягом окупації[джерело?]. Єдиними державами, що визнавали Східний Тимор провінцією Індонезії, були вона сама та Австралія, яка почала незабаром після анексії Тимору переговори про поділ ресурсів в морі Тимор[джерело?]. Деякі інші держави, такі як Канада, Малайзія і Японія, також підтримували індонезійський уряд[джерело?]. Вторгнення і підпорядкування Східного Тимору стали серйозним ударом по репутації Індонезії у світі й міжнародній довірі до неї.
За двадцять чотири роки індонезійського правління населення Східного Тимору піддавалося позасудовим стратам, катуванням, масовим вбивствам і спланованому масовому голоду. Масове вбивство в Санта-Круш в 1991 році викликало всесвітнє обурення, з'явились численні звіти про такого роду вбивства.
Опір індонезійської влади залишався сильним: в 1996 році Нобелівська премія миру була присуджена двом громадянам Східного Тимору, Карлушу Белу і Жозе Рамуш-Орті за їх спроби мирного припинення окупації. Референдум 1999 року, покликаний визначити майбутнє Східного Тимору, показав, що більшість населення острова виступає за незалежність, і у 2002 він став суверенною державою.
Після референдуму воєнізовані угруповання, які співпрацювали з індонезійським урядом, здійснили останню хвилю насильства, в ході якої була повністю зруйнована інфраструктура держави. Очолювані Австралією міжнародні сили в Східному Тиморі відновили порядок і продовжили виведення індонезійських військ з країни, на два роки передавши контроль над державою Тимчасовій адміністрації ООН (UNTAET), яка розслідувала злочини, скоєні в регіоні в 1999. Вузьке коло розглянутих справ і мала кількість обвинувальних вироків в індонезійських судах викликали з боку численних спостерігачів вимоги про проведення міжнародного трибуналу. У 2002 році понад 125 жінок з 14 країн підписали петицію [Архівовано 12 жовтня 2017 у Wayback Machine.], яка закликала до створення міжнародного трибуналу. Інші вимоги такого роду висувалися з боку ETAN/US [Архівовано 12 жовтня 2017 у Wayback Machine.], TAPOL [Архівовано 25 жовтня 2005 у Wayback Machine.] і, з обмеженнями, Human Rights Watch [Архівовано 7 серпня 2020 у Wayback Machine.] та Amnesty International.
Комісія зі встановлення істини, прийняття біженців і примирення вважає, що від голоду і насильства загинули від 90 800 до 202 600 осіб, в тому числі від 17 600 до 19 600 — від насильницької смерті або пропаж (із загального числа населення, за станом на 1999 рік, приблизно 823 тис. осіб). Комісія поклала відповідальність за 70 % жорстоких вбивств на індонезійські війська.